# Chrysomima

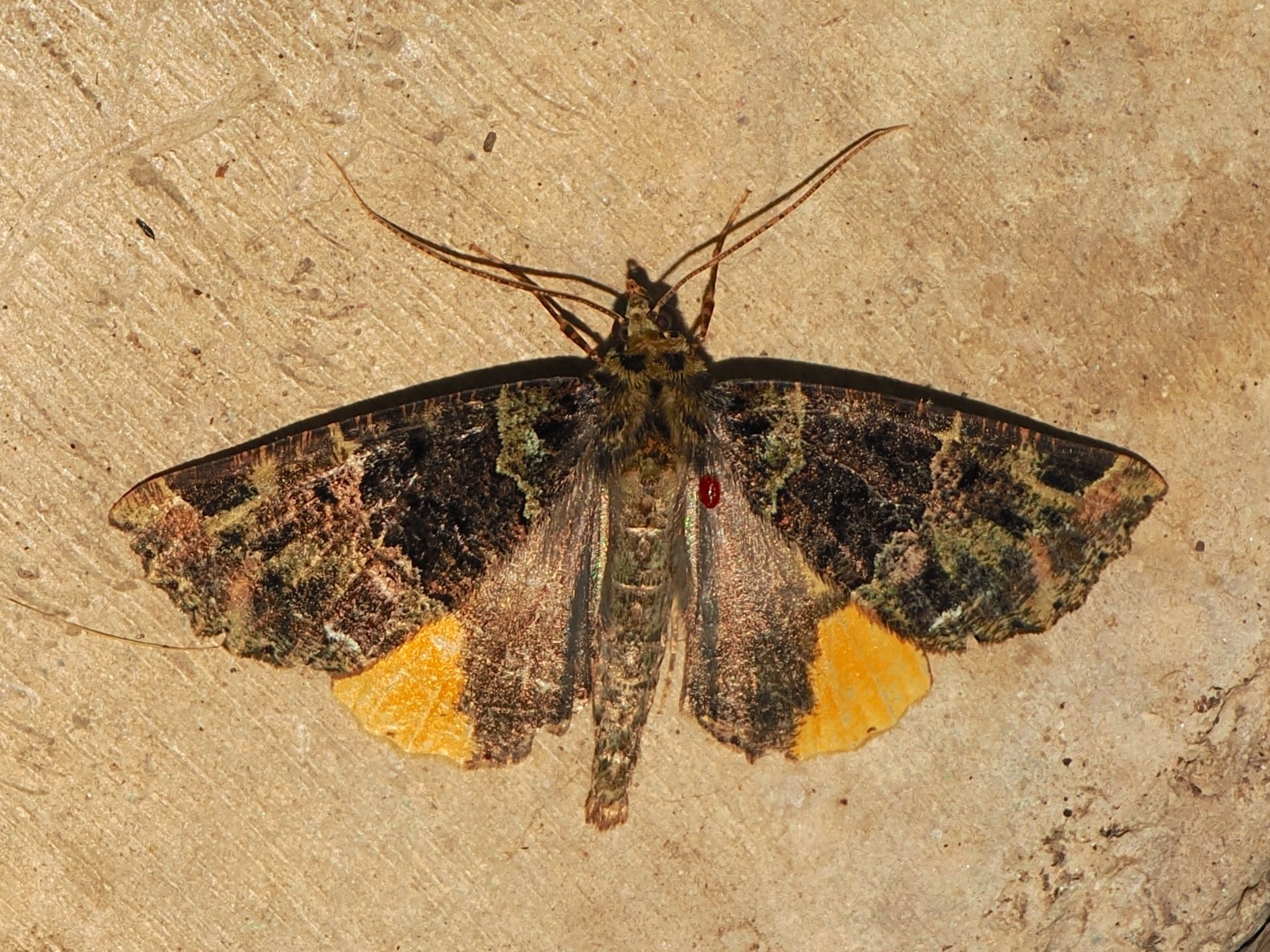

Chrysomima là một chi bướm đêm thuộc họ Geometridae.

## Các loài
- Chrysomima semilutearia (Felder & Rogenhofer, 1875)